# Dispersió d'electrons
La dispersió d'electrons es produeix quan els electrons es desplacen de la seva trajectòria original. Això es deu a les forces electroestàtiques dins de la interacció de la matèria o,  si hi ha un camp magnètic extern, l'electró pot ser desviat per la força de Lorentz. Aquesta dispersió succeeix normalment amb sòlids com metalls, semiconductors i aïllants; i és un factor limitant en circuits integrats i transistors.
La dispersió d'electrons té moltes aplicacions que van des de l'ús d'electrons ràpids en microscopis electrònics fins a energies molt altes per a sistemes hadrònics, que permeten mesurar la distribució de càrregues dels nucleons i l'estructura nuclear. La dispersió d'electrons ens ha permès entendre que els protons i els neutrons estan formats per partícules subatòmiques elementals més petites anomenades quarks.
Els electrons es poden dispersar a través d'un sòlid de diverses maneres:
- En absolut: no es produeix cap dispersió d'electrons i el feix passa directament.
- Dispersió única: quan un electró es dispersa només una vegada.
- Dispersió plural: quan l'electró(s) es dispersen diverses vegades.
- Dispersió múltiple: quan els electrons es dispersen moltes vegades.

La probabilitat d'una dispersió d'electrons i el grau de dispersió és una funció de probabilitat del gruix de la mostra i el camí lliure mitjà.

## Història
El principi de l'electró va ser teoritzat per primera vegada en el període de 1838-1851 per un filòsof natural anomenat Richard Laming que va especular amb l'existència de partícules subatòmiques amb càrrega unitària; també va imaginar l'àtom com una "electrosfera" de capes concèntriques de partícules elèctriques que envoltaven un nucli material.
En general, s'accepta que JJ Thomson va descobrir l'electró per primera vegada el 1897, tot i que altres membres notables en el desenvolupament de la teoria de partícules carregades són George Johnstone Stoney (que va encunyar el terme "electró"), Emil Wiechert (que va ser el primer a publicar el seu descobriment independent). de l'electró), Walter Kaufmann, Pieter Zeeman i Hendrik Lorentz.
La dispersió de Compton va ser observada per primera vegada a la Universitat de Washington a St. Louis el 1923 per Arthur Compton que va guanyar el Premi Nobel de Física de 1927 pel descobriment; El seu estudiant graduat YH Woo que va verificar encara més els resultats també és d'esment. La dispersió Compton se sol citar en referència a la interacció que implica els electrons d'un àtom, però sí que existeix la dispersió nuclear Compton.
El primer experiment de difracció d'electrons va ser realitzat l'any 1927 per Clinton Davisson i Lester Germer utilitzant el que seria un prototip per al sistema LEED modern. L'experiment va poder demostrar les propietats ondulatòries dels electrons, confirmant així la hipòtesi de De Broglie que les partícules de matèria tenen una naturalesa ondulatòria. Tanmateix, després d'això, l'interès per LEED va disminuir a favor de la difracció d'electrons d'alta energia fins a principis dels anys 60 quan es va recuperar l'interès per LEED; destacable durant aquest període és HE Farnsworth que va continuar desenvolupant tècniques LEED.
La història del feix de col·lisió electron-electró d'alta energia comença l'any 1956 quan K. O'Neill de la Universitat de Princeton es va interessar per les col·lisions d'alta energia i va introduir la idea d'injectar acceleradors en anells d'emmagatzematge. Tot i que la idea de les col·lisions feix-feix existia des de la dècada de 1920 aproximadament, no va ser fins al 1953 que Rolf Widerøe va obtenir una patent alemanya per a aparells de feix de col·lisió.

## Fenòmens
Els electrons es poden dispersar per altres partícules carregades mitjançant les forces electroestàtiques de Coulomb. A més, si hi ha un camp magnètic, un electró que viatja serà desviat per la força de Lorentz. La teoria de l'electrodinàmica quàntica dóna una descripció extremadament precisa de tota la dispersió d'electrons, inclosos els aspectes quàntics i relativistes.

Trajecte d'un electró de velocitat v que es mou en un camp magnètic B. On el cercle de punts indica el camp magnètic dirigit fora del pla, i el cercle creuat indica el camp magnètic dirigit cap al pla.

### Força de Lorentz
La força de Lorentz, anomenada després del físic holandès Hendrik Lorentz, per a una partícula carregada q ve donada (en unitats SI) per l'equació:
{\displaystyle {\boldsymbol {F}}=q{\boldsymbol {E}}+q{\boldsymbol {v}}\times {\boldsymbol {B}}}
on q E descriu la força elèctrica deguda a un camp elèctric present, E, que actua sobre q.
q v × B descriu la força magnètica deguda a un camp magnètic present, B, que actua sobre q quan q es mou amb velocitat v.

### Força electroestàtica de Coulomb

El valor absolut de la força F entre dues càrregues puntuals q i Q es relaciona amb la distància r entre les càrregues puntuals i amb el producte simple de les seves càrregues. El diagrama mostra que les càrregues semblants es repel·len i les oposades s'atrauen.

La força electroestàtica de Coulomb també coneguda com a interacció de Coulomb i força electroestàtica, anomenada així per Charles-Augustin de Coulomb que va publicar el resultat el 1785, descriu l'atracció o repulsió de les partícules a causa de la seva càrrega elèctrica.